# Brookings (Dél-Dakota)
Brookings település az Amerikai Egyesült Államok Dél-Dakota államában, Brookings megyében, melynek megyeszékhelye is. Lakosainak száma 23 377 fő (2020. április 1.).

## Népesség
A település népességének változása:

| 2010 | 22 056 |
| 2020 | 23 377 |